# Sultan Al-Brake
Sultan Hussain Al-Brake (in arabo السلطان حسين البراكي‎?; 7 aprile 1996) è un calciatore qatariota, difensore dell'Al-Duhail e della nazionale qatariota.

## Carriera

### Nazionale
Nel 2024 è stato convocato per la Coppa d'Asia.

## Statistiche

### Cronologia presenze e reti in nazionale
| Cronologia completa delle presenze e delle reti in nazionale ― Qatar | Cronologia completa delle presenze e delle reti in nazionale ― Qatar | Cronologia completa delle presenze e delle reti in nazionale ― Qatar | Cronologia completa delle presenze e delle reti in nazionale ― Qatar | Cronologia completa delle presenze e delle reti in nazionale ― Qatar | Cronologia completa delle presenze e delle reti in nazionale ― Qatar | Cronologia completa delle presenze e delle reti in nazionale ― Qatar | Cronologia completa delle presenze e delle reti in nazionale ― Qatar |
| Data                                                                 | Città                                                                | In casa                                                              | Risultato                                                            | Ospiti                                                               | Competizione                                                         | Reti                                                                 | Note                                                                 |
| -------------------------------------------------------------------- | -------------------------------------------------------------------- | -------------------------------------------------------------------- | -------------------------------------------------------------------- | -------------------------------------------------------------------- | -------------------------------------------------------------------- | -------------------------------------------------------------------- | -------------------------------------------------------------------- |
| 7-9-2018                                                             | Doha                                                                 | Qatar                                                                | 1 – 0                                                                | Cina                                                                 | Amichevole                                                           | -                                                                    | 89’                                                                  |
| 11-9-2018                                                            | Doha                                                                 | Qatar                                                                | 3 – 0                                                                | Palestina                                                            | Amichevole                                                           | -                                                                    | 72’                                                                  |
| 16-10-2018                                                           | Tashkent                                                             | Uzbekistan                                                           | 2 – 0                                                                | Qatar                                                                | Amichevole                                                           | -                                                                    |                                                                      |
| 23-12-2018                                                           | Doha                                                                 | Qatar                                                                | 2 – 0                                                                | Giordania                                                            | Amichevole                                                           | -                                                                    | 66’                                                                  |
| 25-12-2018                                                           | Doha                                                                 | Qatar                                                                | 1 – 0                                                                | Kirghizistan                                                         | Amichevole                                                           | -                                                                    | 66’                                                                  |
| 13-10-2023                                                           | Amman                                                                | Iraq                                                                 | 0 – 0                                                                | Qatar                                                                | Amichevole                                                           | -                                                                    | 48’                                                                  |
| 31-12-2023                                                           | Doha                                                                 | Qatar                                                                | 3 – 0                                                                | Cambogia                                                             | Amichevole                                                           | -                                                                    | 46’                                                                  |
| 5-1-2024                                                             | Doha                                                                 | Qatar                                                                | 1 – 2                                                                | Giordania                                                            | Amichevole                                                           | -                                                                    | 66’                                                                  |
| 31-12-2023                                                           | Doha                                                                 | Qatar                                                                | 3 – 0                                                                | Cambogia                                                             | Amichevole                                                           | -                                                                    | 46’                                                                  |
| 5-1-2024                                                             | Doha                                                                 | Qatar                                                                | 1 – 2                                                                | Giordania                                                            | Amichevole                                                           | -                                                                    | 66’                                                                  |
| 22-1-2024                                                            | Doha                                                                 | Qatar                                                                | 1 – 0                                                                | Cina                                                                 | Coppa d'Asia 2023 - 1º turno                                         | -                                                                    |                                                                      |
| 3-2-2024                                                             | Al Khawr                                                             | Qatar                                                                | 1 – 1 dts (3 - 2 dtr)                                                | Uzbekistan                                                           | Coppa d'Asia 2023 - Quarti di finale                                 | -                                                                    | 108’                                                                 |
| Totale                                                               |                                                                      | Presenze                                                             | 12                                                                   |                                                                      | Reti                                                                 | 0                                                                    |                                                                      |

## Palmarès

### Club

#### Competizioni nazionali
- Campionato qatariota: 3

Al-Duhail: 2017-2018, 2019-2020, 2022-2023
- Coppa di Qatar: 2

Al-Duhail: 2018, 2023
- Coppa dell'Emiro del Qatar: 3

Al-Duhail: 2018, 2019, 2022
- Coppa delle Stelle del Qatar: 1

Al-Duhail: 2023

### Nazionale
- Coppa d'Asia: 1

2023